# Karube Ryutaro
Ryutaro Karube (苅部 隆太郎 Karube Ryutaro, sinh ngày 19 tháng 12 năm 1992 ở Tokyo) là một cầu thủ bóng đá người Nhật Bản. Hiện anh đang thi đấu cho câu lạc bộ Sài Gòn tại V.League 1

## Thống kê

### Câu lạc bộ
Cập nhật đến ngày 23 tháng 2 năm 2016.
| Thành tích câu lạc bộ | Thành tích câu lạc bộ | Thành tích câu lạc bộ | Giải vô địch | Giải vô địch | Cúp                   | Cúp                   | Tổng cộng | Tổng cộng |
| Mùa giải              | Câu lạc bộ            | Giải vô địch          | Số trận      | Bàn thắng    | Số trận               | Bàn thắng             | Số trận   | Bàn thắng |
| Nhật Bản              | Nhật Bản              | Nhật Bản              | Giải vô địch | Giải vô địch | Cúp Hoàng đế Nhật Bản | Cúp Hoàng đế Nhật Bản | Tổng cộng | Tổng cộng |
| --------------------- | --------------------- | --------------------- | ------------ | ------------ | --------------------- | --------------------- | --------- | --------- |
| 2015                  | FC Gifu               | J2 League             | 7            | 0            | 0                     | 0                     | 7         | 0         |
| 2016                  | FC Gifu               | J2 League             | 17           | 2            | 0                     | 0                     | 17        | 2         |
| Tổng                  | Tổng                  | Tổng                  | 24           | 2            | 0                     | 0                     | 24        | 2         |